# Дальній (струмок)
Дальній — струмок в Україні, у Тячівському районі Закарпатської області. Лівий доплив Великої Угольки (басейн Дунаю).

## Опис
Довжина струмка приблизно 4 км. Формується з багатьох безіменних струмків.

## Розташування
Бере початок на південно-західний схилах гірської вершини Березниковатої Кічери. Тече переважно на північний захід і в селі Велика Уголька впадає в річку Велику Угольку, ліву притоку Тереблі.